# Adam Arkapaw
Adam Arkapaw (* in Bowral, New South Wales) ist ein australischer Kameramann.

## Leben
Adam Arkapaw studierte Filmwissenschaften am Victorian College of the Arts der Universität Melbourne. Ab dem Jahr 2004 drehte er erste Kurzfilme. Für seine Arbeiten wurde er mehrfach ausgezeichnet. Unter anderem erhielt er für seine Kameraarbeit im Kurzfilm The City Eats Its Week aus dem Jahr 2005 beim Palm Springs International ShortFest den Preis für die Best Student Cinematography. Beim Kurzfilm Catch Fish (2006) und der Dokumentation Road to Palestine (2008) zeichnete Arkapaw neben der Kameraarbeit auch für die Regie verantwortlich.
2010 gab er mit David Michôds Drama Königreich des Verbrechens sein Spielfilmdebüt. Diese Arbeit brachte ihm eine Nominierung für die beste Kamera bei den AFI Awards des Australian Film Institute ein. Bei Die Morde von Snowtown arbeitete Arkapaw mit Regisseur Justin Kurzel zusammen. Für seine nächste Arbeit, die internationale Koproduktion Lore, war er unter anderem für den Deutschen Filmpreis 2013 nominiert.
Danach arbeitete Arkapaw an zwei Fernsehserien: der von Jane Campion inszenierten ersten Staffel von Top of the Lake und Cary Joji Fukunagas True Detective. Für beide Serien gewann er 2013 und 2014 jeweils einen Creative Arts Emmy. 2015 arbeitete er erneut mit Regisseur Justin Kurzel für Macbeth zusammen. 2016 erschien mit der Verfilmung des Computerspiels Assassin’s Creed die dritte gemeinsame Arbeit der beiden.
2012 war Arkapaw mit der Schauspielerin Elisabeth Moss liiert. Seit dem Jahr 2015 ist er mit der Kamerafrau Autumn Durald verheiratet, mit der er einen gemeinsamen Sohn hat.

## Filmografie (Auswahl)
- 2006: Catch Fish (Kurzfilm, auch Regie)
- 2008: Road to Palestine (Dokumentarfilm, auch Regie)
- 2010: Königreich des Verbrechens (Animal Kingdom)
- 2010: Return to Gaza (Dokumentarfilm)
- 2010: The Ball (Dokumentarfilm)
- 2011: Die Morde von Snowtown (Snowtown)
- 2012: Lore
- 2013: Top of the Lake (Fernsehserie, 7 Episoden)
- 2014: True Detective (Fernsehserie, 8 Episoden)
- 2015: City of McFarland (McFarland, USA)
- 2015: Macbeth
- 2016: The Light Between Oceans
- 2016: Assassin’s Creed
- 2019: Light of My Life
- 2019: The King
- 2024: Masters of the Air (Miniserie)
- 2023: Magazine Dreams
- 2024: The Order